# Železniško postajališče Šentlovrenc
Železniško postajališče Šentlovrenc je eno izmed železniških postajališč v Sloveniji, ki oskrbuje bližnji naselji Šentlovrenc in Dolnje Prapreče, kjer se tudi nahaja.